# Endocrinología
La endocrinología (del griego «eνδο», 'dentro'; κρίνω, krīnōes, «separar»; y -λογία, -logia) es una disciplina de la medicina que estudia el sistema endocrino y las enfermedades provocadas por un  funcionamiento inadecuado del mismo. Algunas de las enfermedades de las que se ocupa la endocrinología son la diabetes mellitus provocada por deficiencia de insulina o resistencia a su acción, el hipotiroidismo por déficit en la producción de hormonas tiroideas, el hipertiroidismo por excesiva producción de hormonas tiroideas, la enfermedad de Cushing debida generalmente a excesiva producción de cortisol por las glándulas suprarrenales, y el híperaldosteronismo o aldosteronismo caracterizado por la sobreproducción y secreción de la hormona aldosterona.
El médico especialista en endocrinología se llama endocrinólogo, frecuentemente el endocrinólogo se ocupa también de las enfermedades relacionadas con la nutrición, en tal caso la especialidad se denomina endocrinología y nutrición.

## Sistema endocrino
El sistema endocrino consta de varias glándulas situadas en diferentes partes del cuerpo, que secretan hormonas directamente en la sangre. Las hormonas tienen muchas funciones y modos de actuación, una hormona puede tener diversos efectos sobre diferentes órganos y, a la inversa, ciertos órganos pueden ser afectados por más de una hormona. 
En la definición original de 1902 hecha por Bayliss y Starling, especifican que, para que una sustancia sea clasificado como una hormona, debe ser producida por un órgano, liberada en pequeñas cantidades a la sangre, y ser transportada a través del sistema circulatorio hasta un órgano distante para ejercer su función específica. Esta definición es válida para la mayor parte de las hormonas, pero también existen mecanismos paracrinos (comunicación química entre las células dentro de un tejido u órgano) y señales autocrinas (una sustancia química que actúa sobre la misma célula), por ello la moderna definición de hormona la define como una sustancia que es producida por una célula y actúa sobre la función de otra, independientemente de si la célula sobre la que actúa está próxima o alejada y llega a la misma por proximidad o por vía sanguínea. También es importante recordar que existen sustancias llamadas neuroendocrinas, en realidad hormona que son liberadas a la sangre por una neurona secretora.
Las hormonas actúan mediante la unión a receptores celulares en el órgano diana. Como señala Baileau, un receptor tiene al menos dos componentes básicos: una zona de reconocimiento, en la cual la hormona se une a la célula y una zona efector, que hace posible la modificación de la función celular. Entre estos hay un mecanismo de transducción en el que la hormona induce a una unión de modificación alostérica que, a su vez, produce la respuesta apropiada.

## Historia de la endocrinología
Los primeros antecedentes provienen de China. Los chinos aislaron hormonas hipofisiarias de la orina humana para propósitos médicos hacia el año 200 a. C., usando métodos complejos como la sublimación. La noción de secreción int por Claude Bernard (1813-1878) al observar que el páncreas vierte en la circulación un producto que contribuye a la regulación de los niveles de azúcar en la sangre. La primera hormona que se consiguió aislar y, más tarde, sintetizar fue la insulina, que proviene de los islotes de Langerhans, localizados en el páncreas, acción lograda en 1921 por Frederick Banting y Charles Best.

## Endocrinopatías
Entendemos por endocrinopatías a las enfermedades que involucran al sistema endocrino.
- Síndrome de Cushing. El síndrome de Cushing, también conocido como hipercortisolismo, es una enfermedad provocada por el aumento de la hormona cortisol por las glándulas suprarrenales. Este exceso de cortisol puede estar provocado por diversas causas.

- Enfermedad de Adisson. Por función deficiente de la corteza suprarrenal en las glándulas suprarrenales.

- Diabetes mellitus. Producida por deficiencia en la producción de insulina por el páncreas o resistencia a su acción.

- Hipertiroidismo. Excesiva producción de hormonas tiroideas por el tiroides.

- Hipotiroidismo. Deficiencia de producción de hormonas tiroideas por el tiroides.

- Hiperparatiroidismo. Excesiva secreción de hormona paratiroidea por las paratiroides.

- Hipoparatiroidismo. Déficit de producción de hormona paratiroidea por las paratiroides.

- Acromegalia. Causada por una secreción excesiva de la hormona del crecimiento.

- Hiperprolactinemia. Causada por una secreción excesiva de la prolactina.

- Osteoporosis. Enfermedad metabólica ósea que afecta de forma generalizada a la calidad ósea produciendo un aumento del riesgo de fracturas.